# Verbena cuneifolia
Verbena cuneifolia là một loài thực vật có hoa trong họ Cỏ roi ngựa. Loài này được Ruiz & Pav. miêu tả khoa học đầu tiên năm 1798.